# Cikloheptatrién
A cikloheptatrién szerves vegyület, színtelen folyadék, képlete C7H8. A szerves kémiában ismétlődően elméleti érdeklődésre tart számot. A fémorganikus kémiában ligandumként, a szerves kémiai szintézisekben mint építőegység használatos. A cikloheptatrién nem aromás vegyület, amit az is mutat, hogy a (−CH2−) metilénhíd a többi atom síkjából kiemelkedik.

## Szintézise
Először Albert Ladenburg állította elő 1881-ben, a tropin lebontásával. Szerkezetbizonyító szintézisét Richard Willstätter végezte el 1901-ben, cikloheptanonból kiindulva, így igazolta a vegyület héttagú gyűrűs voltát.
Laboratóriumi előállítása benzol és diazometán fotokémiai reakciójával vagy ciklohexén és diklórkarbén addíciójával történhet. A cikloheptatriénszármazékok hasonló klasszikus előállítási módja a Buchner-féle gyűrűbővítés, melynek első lépésében benzol és etil-diazoacetát reagál a megfelelő norkaradién karbonsav keletkezése közben, mely magasabb hőmérsékleten gyűrűbővüléssel cikloheptatriénkarbonsav-etil-észterré rendeződik át.

## Reakciói
A metilénhídról egy hidridiont eltávolítva síkalkatú, aromás cikloheptatrién kation, más néven tropilium kation vagy tropiliumion keletkezik. E kation egyik gyakorlati előállítási módja PCl5 oxidálószert használ. Diels–Alder-reakciókban a cikloheptatrién diénként reagál. Számos fémkomplexe ismert, ilyen például a Cr(CO)3(C7H8).
A ciklooktatetraénnel együtt rodamin 6G festéklézerekben triplett kvencserként használják.

## Fordítás
Ez a szócikk részben vagy egészben  a   Cycloheptatriene című angol Wikipédia-szócikk ezen változatának fordításán alapul.  Az eredeti cikk szerkesztőit annak laptörténete sorolja fel. Ez a jelzés csupán a megfogalmazás eredetét és a szerzői jogokat jelzi, nem szolgál a cikkben szereplő információk forrásmegjelöléseként.